# Julius von Verdy du Vernois
Adrian Friedrich Wilhelm Julius Ludwig von Verdy du Vernois (19 de julio de 1832 - 30 de septiembre de 1910), a menudo conocido por su nombre corto Verdy, fue un general alemán y oficial de estado mayor, principalmente conocido tanto por sus escritos militares como por su servicio en el personal de Helmuth von Moltke durante la guerra franco-prusiana.

## Biografía
Verdy nació en Freystadt, Provincia de Silesia, y entró en el Ejército prusiano en 1850. Después de algunos años de servicio regimental llamó la atención de Graf Moltke, el recién seleccionado jefe de Estado Mayor General prusiano, y al estallido de la guerra austro-prusiana (1866) fue elegido en el personal del Segundo Ejército (comandado por el Príncipe de la Corona Federico). Tomó parte en la campaña en el alto Elba y participó en la Batalla de Königgrätz, que vio la derrota de los austriacos.
Ascendido poco después de esto al rango de teniente-coronel, en 1867 Verdy fue puesto a la cabeza de la sección de inteligencia del generalato, convirtiéndose así en uno de los principales asistentes confidenciales de Moltke. En esta calidad sirvió en el cuartel general del ejército alemán a lo largo de la guerra franco-prusiana (1870-71), y se conoció como uno de los famosos "semidioses" de Moltke."
Al final de la guerra continuó sirviendo al estado mayor general, y también fue conferenciante en la Academia Militar Prusiana. Fue en este puesto que desarrolló el sistema de educación táctica que es considerado el resultado permanente de su obra. Su método puede ser estudiado en las traducciones al inglés de su Studies in Troop-leading, y puede resumirse en la asunción de una situación militar real sobre el terreno, seguido por una discusión crítica de sucesivas medidas que un comandante, ya sea de brigada, división de una fuerza mayor debería tomar, dadas sus órdenes y su conocimiento de la situación general. La serie de problemas tácticos de Moltke, extendiéndose de 1859 a 1889, contribuyó muy poderosamente, por supuesto, a la educación de los jóvenes oficiales seleccionados quienes pasaron a través de las manos de Verdy, pero Moltke trataba más bien con un gran número de problemas separados, mientas que Verdy desarrollaba en detalle los sucesivos acontecimientos e ideas de un día o semana de trabajo en las mismas unidades. Moltke por lo tanto puede decirse que desarrollaba el arte de formar ideas correctas y planes, Verdy las aplicaba, pero estas eran después de todo meras tendencias, no agudos esquemas, en la enseñanza de oficiales prusianos durante los años de desarrollo intelectual entre 1870 y 1888. En todo esto Moltke, Verdy y Paul Bronsart von Schellendorff trabajaron en estrecha cooperación.
En 1876 Verdy fue promovido a Generalmajor, entre 1879-1883 sostuvo un importante puesto en el ministerio de guerra, y en 1881 fue promovido a teniente-general. En 1887 se convirtió en gobernador de Estrasburgo, en 1888 fue promovido a General de Infantería. Entre 1889 y 1890 sirvió como Ministro de Guerra prusiano, después de lo cual se retiró del servicio activo. En 1894 la Universidad de Königsberg le hizo Dr. Phil, honoris causa.
Julius von Verdy du Vernois murió en 1910 a la edad de 78 años. 

## Honores y condecoraciones
- Prusia:[2]
  - Caballero del Águila Roja, 3.ª Clase con Lazo y Espadas, 1866; 2.ª Clase con Hojas de Roble y Espadas en Anillo, 1877; con Estrella, 18 de enero de 1883;[3] 1.ª Clase, 23 de marzo de 1890
  - Cruz de Hierro (1870), 1.ª Clase con 2.ª Clase con Banda Negra[4]
  - Cruz de Caballero de la Real Orden de Hohenzollern, con Espadas, 1871; Cruz de Comandante, 19 de enero de 1873[3]
  - Caballero de la Orden de la Corona, 2.ª Clase con Estrella, 9 de septiembre de 1879[3]
  - Cruz al Servicio
  - Pour le Mérite (civil), 1 de agosto de 1891[5]
  - Caballero del Mérito de la Corona Prusiana, 1 de marzo de 1909[6]
- Austria-Hungría:[7]
  - Gran  Cruz de la Orden imperial de Francisco José, 1876
  - Gran Cruz de la Orden imperial de Leopoldo, 1889
- Gran Ducado de Baden: Gran Cruz del León de Zähringen, 1889[8]
- Reino de Baviera: Comandante de la Orden al Mérito Militar, 10 de noviembre de 1890[2]
- Ducados Ernestinos: Comandante de la Orden de la Casa Ernestina de Sajonia, 1.ª Clase con Espadas, 1875[9]
- Gran Ducado de Hesse: Gran Cruz de la Orden de Luis, 21 de septiembre de 1889[10]
- Reino de Italia:[2]
  - Gran Cruz de los Santos Mauricio y Lázaro
  - Comandante de la Corona de Italia
- Mecklemburgo:[2]
  - Cruz al Mérito Militar, 2.ª Clase (Schwerin)
  - Gran Cruz de la Corona Wéndica, 20 de diciembre de 1897
- Gran Ducado de Oldemburgo: Comandante de Honor de la Orden de Pedro Federico Luis, con Espadas, 31 de diciembre de 1870[11]
- Persia: Orden del Sol y el León, 1.ª Clase[2]
- Reino de Portugal: Gran Cruz de la Orden Militar de San Benedicto de Avis[2]
- Imperio ruso:[2]
  - Caballero del Águila Blanca
  - Caballero de Santa Ana, 2.ª Clase con Espadas
  - Caballero de San Vladimir, 4.ª Clase
- Reino de Sajonia:[12]
  - Comandante de la Orden al Mérito, 2.ª Clase, con Decoración de Guerra, 1870
  - Gran Cruz de la Orden de Alberto, con Estrella Dorada, 1889
- Schaumburg-Lippe: Medalla al Mérito Militar, con Espadas[2]
- Reino de Wurtemberg:[13]
  - Comandante de la Orden al Mérito Militar, 30 de diciembre de 1870
  - Gran Cruz de la Orden de Federico, 1879